# ターン・ターン・ターン (アルバム)
『ターン・ターン・ターン』（Turn! Turn! Turn!）は、1965年12月6日にコロムビア・レコードから発売されたアメリカのロック・バンド、ザ・バーズによる2作目のスタジオ・アルバム。

## 概要
前作『ミスター・タンブリン・マン』同様、このアルバムはフォークロックジャンルの典型であり、ボーカルのハーモニーと煌びやかなリッケンバッカーの12弦ギターで成功したバンドのスタイルを継続した。アルバムのリード・シングル兼表題曲「ターン・ターン・ターン」は『旧約聖書』「コレヘトの言葉」第3章からピート・シーガーによって作られたこの楽曲は、フォーク・シンガーのジュディ・コリンズのアルバム『ジュディ・コリンズ3』のために、バーズのリードギターであるジム（ロジャー）・マッギンによってチャンバー・フォーク・スタイルにアレンジされていたが、バーズによるこの曲の録音にあたりマッギンが使用したアレンジは、バンドの以前のヒット・シングルと同じフォークロック・スタイルでレコーディングされている。
アルバムはビルボード・トップLPチャートで17位に達し、イギリスでは11位。シングル「ターン・ターン・ターン」はアルバムより2か月先行し、ビルボード・ホット100チャートで1位になったアルバムからの別のシングル「Set You Free This Time」はあまり成功せず、米国のトップ50に入らなかった。
マッギンの作詞作曲への貢献が増加した一方で、リズムギターを担当するデヴィッド・クロスビーが初めて楽曲の制作者としてクレジットされた。バンドの多作のソングライターであるジーン・クラークは依然としてオリジナル素材のほとんどに貢献した。アルバムには、ボブ・ディランのカバー曲「時代は変わる」と当時の未発表曲「レイ・ダウン・ユア・ウィアリー・チューン」が含まれていた。1973年の再結成アルバム『オリジナル・バーズ』が発売されるまで、ジーン・クラークが完全に参加したバーズの最後のアルバムとなった。

## トラックリスト
| #         | タイトル                                     | 作詞・作曲                                         | 時間  |
| --------- | -------------------------------------------- | -------------------------------------------------- | ----- |
| 1.        | 「ターン・ターン・ターン」                   | Book of Ecclesiastes / Pete Seeger                 | 3:49  |
| 2.        | 「悪くはないぜ」                             | Jim McGuinn, Harvey Gerst                          | 1:58  |
| 3.        | 「セット・ユー・フリー」                     | Gene Clark                                         | 2:49  |
| 4.        | 「レイ・ダウン・ユア・ウィアリー・チューン」 | Bob Dylan                                          | 3:30  |
| 5.        | 「友だちだった彼」                           | traditional, new words and arrangement Jim McGuinn | 2:30  |
| 合計時間: | 合計時間:                                    | 合計時間:                                          | 14:36 |

| #         | タイトル                       | 作詞・作曲                | 時間  |
| --------- | ------------------------------ | ------------------------- | ----- |
| 1.        | 「彼女は世界の中心」           | Gene Clark                | 2:13  |
| 2.        | 「サティスファイド・マインド」 | Red Hayes, Jack Rhodes    | 2:26  |
| 3.        | 「イフ・ユー・ワー・ゴーン」   | Gene Clark                | 2:45  |
| 4.        | 「時代は変わる」               | Bob Dylan                 | 2:18  |
| 5.        | 「ウェイト・アンド・シー」     | Jim McGuinn, David Crosby | 2:19  |
| 6.        | 「おおスザンナ」               | Stephen Foster            | 3:03  |
| 合計時間: | 合計時間:                      | 合計時間:                 | 15:04 |

| #   | タイトル                                                               | 作詞・作曲   | 時間 |
| --- | ---------------------------------------------------------------------- | ------------ | ---- |
| 12. | 「ザ・デイ・ウォーク」                                                 | Gene Clark   | 3:00 |
| 13. | 「シー・ドント・ケア・アバウト・タイム」(シングル・ヴァージョン)       | Gene Clark   | 2:29 |
| 14. | 「時代は変わる」(ファースト・ヴァージョン)                             | Bob Dylan    | 1:54 |
| 15. | 「イッツ・オール・オーバー・ナウ、ベイビー・ブルー」(ヴァージョン1)    | Bob Dylan    | 3:03 |
| 16. | 「シー・ドント・ケア・アバウト・タイム」(ヴァージョン1)                | Gene Clark   | 2:35 |
| 17. | 「彼女は世界の中心」(オルタネイト・ミックス)                           | Gene Clark   | 2:12 |
| 18. | 「ストレンジャー・イン・ア・ストレンジ・ランド」(インストゥルメンタル) | David Crosby | 3:04 |